# René Pillot
René Pillot (* 27. April 1939 in Paris; † 21. März 2021 in Lille) war ein französischer Schriftsteller und Schauspieler.
Pillot wurde in seiner Ausbildung durch Charles Dullin geprägt und in die Bewegung der décentralisation théâtrale eingebunden. Er wurde von Jean Vilar an das Théâtre national populaire engagiert und trat mit verschiedenen Gruppen der décentralisation in Brüssel und Lille auf.
1968 gründete er als eines der sechs Centres Dramatiques Nationaux das Théâtre La Fontaine für Kinder und Jugendliche, das er bis 1991 leitete. Hier inszenierte er über vierzig Stücke und trat selbst in mehr als sechzig Rollen auf. Daneben übernahm er auch gelegentlich kleinere Rollen in Fernsehproduktionen.
Seit den 1980er Jahren war er Professor für Sprecherziehung und Kommunikation an der École Supérieure de Journalisme in Lille. Pillot verfasste etwa dreißig Theaterstücke. Er war Mitglied der Société des Gens de Lettre und der Maison des Ecrivains und wurde als Chevalier des Arts et Lettres ausgezeichnet.

## Werke
- La Fontaine, l’Ane et le Roi
- La Folle Aventure de Lydéric et Phynaert
- Poisson
- Dans ma maison
- Ah ! les enfants de maintenant
- Cendres… Cendrillon
- Plumes d’Amour
- L’Enfant de l’Étoile (nach Oscar Wilde)
- Falaise
- La Fée Mère
- Le Pou de Lénine
- Pluie de clowns
- Bleu d'écailles